# Loosdorf
Loosdorf je tržní město v okrese Melk v Dolním Rakousku. Významnými památkami jsou zámek Albrechtsberg, zámek Sitzenthal, kde se narodila blahoslavená Maria Teresa Ledóchowska, a luteránská škola z 16. století. Loosdorfem protéká řeka Pielach, severně od něj leží pahorkatina Dunkelsteinerwald. Okolo města prochází dálnice z Vídně do Salcburku, sídlí zde pobočka firmy Ytong. Starostou je Thomas Vasku (Sociálně demokratická strana Rakouska). Žije zde přibližně 3 800 obyvatel.

## Městské části
- Albrechtsberg an der Pielach (498 obyvatel)
- Loosdorf (3 038 obyvatel)
- Neubach (116 obyvatel)
- Rohr (42 obyvatel)
- Sitzenthal (102 obyvatel)